# Grod Island
Grod Island (englisch; bulgarisch остров Грод ostrow Grod) ist eine niedrige, unvereiste in ost-westlicher Ausrichtung 610 m lange und 200 m breite Insel im Archipel der Südlichen Shetlandinseln. Sie ist die südlichste und nach Kovach Island zweitgrößte der Onogur-Inseln und liegt 0,81 km nördlich des Misnomer Point sowie 0,94 km südwestlich des Shipot Point vor der Nordwestküste von Robert Island, von der sie durch eine 130 m breite Meerenge getrennt ist.
Britische Wissenschaftler kartierten sie 1968, bulgarische 2009. Die bulgarische Kommission für Antarktische Geographische Namen benannte sie 2013 nach dem protobulgarischen Herrscher Grod aus dem 6. Jahrhundert.